# Dahrnerberg
Dahrnerberg (hornolužickosrbsky Darinska hora) je vrch o nadmořské výšce 491 m na území hornolužického města Wilthen v zemském okrese Budyšín v Sasku.

## Charakteristika
Vrch leží v německé části Šluknovské pahorkatiny (Lausitzer Bergland) a její mesogeochoře Severní hornolužická vrchovina (Nördliches Oberlausitzer Bergland). Na jihovýchodě Dahrnerberg sousedí s Weifaer Höhe (504 m). Geologické podloží tvoří v západní části lužický granodiorit a ve východní části hybridní dvojslídý granodiorit. Oba granodiority se zde těžily v několika bývalých lomech. Převažujícím půdním typem je podzolová kambizem, kterou doplňuje ostrůvkovitě rozšířený regosol a na severním svahu parakambizem a glej až koluvizem. Severozápadní až jižní svahy jsou odvodňovány říčkou Wesenitz, zbylé svahy pak skrze potok Butterwasser do Sprévy. Celý vrch tak náleží k povodí Labe a k úmoří Severního moře. Většina vrchu je zalesněná lesem s výrazným zastoupením buku lesního (Fagus sylvatica). Na severní úpatí zasahuje zástavba Wilthenu. Vrch leží v chráněné krajinné oblasti Oberlausitzer Bergland a na jeho svazích se rozkládá převážná většina evropsky významné lokality Buchenwaldgebiet Wilthen.
Přes severní svah prochází železniční trať Budyšín – Bad Schandau. Dahrnerberg křižuje několik turistických tras (dvě červené, žlutá a zelená, které propojují okolní sídla.